# Toshiro Yamabe
Toshiro Yamabe (山部俊郎?, Yamabe Toshiro; 31 luglio 1926 – 5 febbraio 2000) è stato un giocatore di go giapponese.

## Biografia
Imparò il go fin da bambino e divenne allievo di Kazuo Mukai, divenne professionista nel 1941 e raggiunse il massimo grado di 9° dan nel 1969.

## Palmares
| Nazionali           | Nazionali | Nazionali      |
| Torneo              | Vittorie  | Finalista      |
| ------------------- | --------- | -------------- |
| Honinbo             |           | 1 (1965)       |
| Tengen              |           | 1 (1980)       |
| Ōza                 |           | 1 (1959)       |
| Hayago Championship |           | 2 (1977, 1981) |
| Igo Senshuken       |           | 1 (1965)       |
| Totale              | 0         | 6              |